# Giulio Martinat
Giulio Martinat (Maniglia di Perrero, 24 febbraio 1891 – Nikolaevka, 26 gennaio 1943) è stato un generale italiano degli alpini. Era il capo di Stato Maggiore del Corpo d'Armata. Fu insignito della medaglia d'oro al valor militare.

## Biografia
Nacque a Maniglia di Perrero il 24 febbraio 1891, figlio di Filippo e Maria Tron. Di religione valdese, frequentò la Scuola Latina di Pomaretto, per proseguire gli studi presso il Ginnasio Liceo Valdese di Torre Pellice. Dopo aver seguito da volontario il corso ufficiali di complemento, nel 1910 partì per la guerra italo-turca come sergente assegnato al battaglione "Edolo" del 5º Reggimento alpini, distinguendosi nei combattimenti a Derna. Decorato di una Medaglia di bronzo al valor militare ottenne la promozione a sottotenente di complemento. Rientrato in Italia e transitato in servizio permanente effettivo, venne trasferito al battaglione "Pinerolo" del 3º Reggimento alpini, con il quale prese parte alla prima guerra mondiale distinguendosi nei combattimenti del] Monte Mrzli meritando una seconda Medaglia di bronzo al valor militare e la promozione a tenente (luglio 1915) e poi a capitano (all'inizio del 1916), terminando la guerra inquadrato nel 1º Reggimento Mitraglieri mobilitato.
Finita la guerra viene inquadrato nel 6º Reggimento Alpini, battaglione "Monte Baldo", durante l'attività del Corpo d'Occupazione Italiano in Alta Slesia a Teschen. Tornato in Italia, si laurea in giurisprudenza presso l'Università di Napoli (primavera 1921); appassionato di lingue, nel corso degli anni imparerà il francese, lo spagnolo, l'inglese, il tedesco, il croato, il serbo e il russo. Nel 1923 si trasferì per servizio presso la Scuola Allievi Ufficiali di Complemento di Verona, sposandosi il 29 dicembre dello stesso anno con Emma Montignani.
Dal 1924 al 1927 prestò servizio presso la Missione Militare Italiana in Ecuador come istruttore di mitragliatrici ed armi automatiche, frequentando al ritorno in Italia il 57º Corso dell'Istituto Superiore di Guerra. Promosso al grado di Maggiore, trascorse il periodo di esperimento di Stato Maggiore a Trieste (1930-1931), prendendo successivamente il comando del battaglione "Pinerolo".
Promosso al grado di Tenente Colonnello (1934), prestò servizio di Stato Maggiore ad Alessandria e l'anno successivo come Capo di Stato Maggiore della Divisione Alpina "Julia". A fine 1935 venne assegnato come Capo di Stato Maggiore alla IV Divisione CCNN "Tevere", mobilitata per la Guerra d'Etiopia sul fronte somalo, dove venne decorato con Medaglia d'argento al Valore Militare. Rientrato in Italia tornò al suo incarico di Capo di Stato Maggiore della "Julia" fino al 1937, quando, promosso Colonnello, assunse il comando dell'11º Reggimento alpini a Brunico. Nel settembre 1939 tornò a svolgere incarichi di Capo di Stato Maggiore, prima presso la 5ª Divisione alpina "Pusteria", poi presso il XVI ed il IV Corpo d'Armata.
Nel 1940 partì per l'Albania come Capo di Stato Maggiore del Corpo d'armata Alpino, guadagnando la seconda Medaglia d'Argento al Valore Militare e la Croce di Cavaliere dell'Ordine Militare di Savoia.
Il 17 luglio 1942 partì, sempre come Capo di Stato Maggiore del Corpo d'Armata Alpino, alla volta del fronte russo, ed a novembre venne promosso Generale di Brigata.

Il 26 gennaio 1943, con i resti delle forze italiane in ritirata, prese parte alla Battaglia di Nikolaevka. Gli alpini avevano già ripetutamente ed inutilmente cercato di sfondare l'accerchiamento russo ed anche gli ufficiali superiori si misero alla testa delle truppe per un ultimo attacco. Uscito da una riunione ufficiali, Martinat vide passare gli alpini dell'"Edolo", e la sua decisione fu immediata: 
. Imbracciato un moschetto, cominciò ad incitare 
, perdendo la vita in combattimento. Insieme ad altri 39 ufficiali e 3000 alpini venne sepolto nelle grandi fosse comuni scavate dai soldati russi.

### Riconoscimenti
Perrero, suo paese natale, gli ha dedicato un monumento, opera dello scultore Emilio Musso e inaugurato il 21 maggio 1950.
Strade a suo nome sono state inaugurate a Torre Pellice, Luserna San Giovanni, Bedollo, Perrero, Pinerolo, oltre al Parco Martinat di San Pietro Val Lemina.

## Pubblicazioni
- Corrispondenze di guerra dalla Libia - L'Avvisatore Alpino (1912)
- La loro offerta - Federazione Italiana Studi per la Cultura Religiosa, Napoli (1919)
- Il grande capo d'una grande impresa militare - Società di Studi Valdesi (1939)